# メーガン・トレイナー
メーガン・トレイナー（Meghan Elizabeth Trainor, 1993年12月22日 - ）は、アメリカ合衆国の女性シンガーソングライター、音楽プロデューサー。2014年のデビューシングル 『オール・アバウト・ザット・ベース』は、アメリカ、カナダ、ヨーロッパ各国、オーストラリア、ニュージーランドで1位を記録する大ヒットとなった。

## 生い立ち
アメリカのマサチューセッツ州ナンタケットで生まれる。1歳年上の兄ライアン、2歳年下の弟ジャスティンがいる。11歳で作詞を始め、13歳の時に両親から買ってもらったコンピューターを使って作曲を始めた。伯父と叔母がソカ歌手であり、音楽に関して強く影響を受けた。

## キャリア

### 2011年 - 2013年：初期のキャリア
高校在学中、アメリカ全土で数々のミュージックフェスティバルに出演し、コロラドで行われた"デュランゴ・ソングライターズ・エキスポ"にて、ナッシュビルの音楽出版社ビッグ・イエロー・ドッグ・ミュージックに見出され、18歳の誕生日からまもなくにソングライター契約を結んだ。2011年にアルバム、"I'll Sing With You"、"Only 17"を自己制作でリリース。高校卒業後はナッシュビルに住み、ロサンゼルス、ニューヨークなどの地でラスカル・フラッツ、ハンター・ヘイズ、ホット・シェル・レイ、R5など数々の歌手に歌詞を提供、レコーディング・セッション、共同作詞制作をするようになる。

### 2014年 - 2015年：シングル「All About That Bass」で大ブレイク

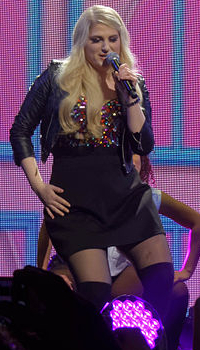
フィリー・ジングル・ボールでのパフォーマンス（2014年）

2014年、セッションの一環で、グラミーにもノミネートされた事のある音楽プロデューサー、ケビン・カディッシュに会い、シングル「All About That Bass」を書き上げ、彼女の音楽出版社ビッグ・イエロー・ドッグ・ミュージックは、多くの歌手がこの曲をレコーディングすることに興味をもつだろうと告げた。EPICレコードのCEOおよび音楽プロデューサーのL.A.リードが、メーガンのデモテープを聴くと気に入り、EPICレコードとソロアーティスト契約を結び、「All About That Bass」のリリースが決まった。同曲は2014年6月にリリースされBillboard Hot 100において8週連続1位、アメリカ国内で1000万枚を売り上げる大ヒットを記録した。同チャートにおける8週連続1位は女性アーティストとして2014年の最長記録であり、所属レーベル(EPIC)においてこれまでマイケル・ジャクソンが保持していた7週1位の記録（1983年の「ビリー・ジーン」と1991年の「ブラック・オア・ホワイト」）を更新することとなった。
2015年1月9日、デビュー曲に加え「Lips Are Movin」、「Dear Future Husband」などのヒットシングルを収録したデビュー・アルバム『タイトル』を発売、全米・全英で初登場1位を獲得した。アメリカ国内においては100万枚を売り上げるヒットを記録している。
2月10日、フィーチャリング参加したチャーリー・プースのシングル「Marvin Gaye」がリリースされ、全英シングルチャート1位を記録した。
2月よりデビュー・アルバムを引っ提げた「That Bass Tour」を開始、4月にはラフォーレミュージアム原宿にて初来日公演が行われた。

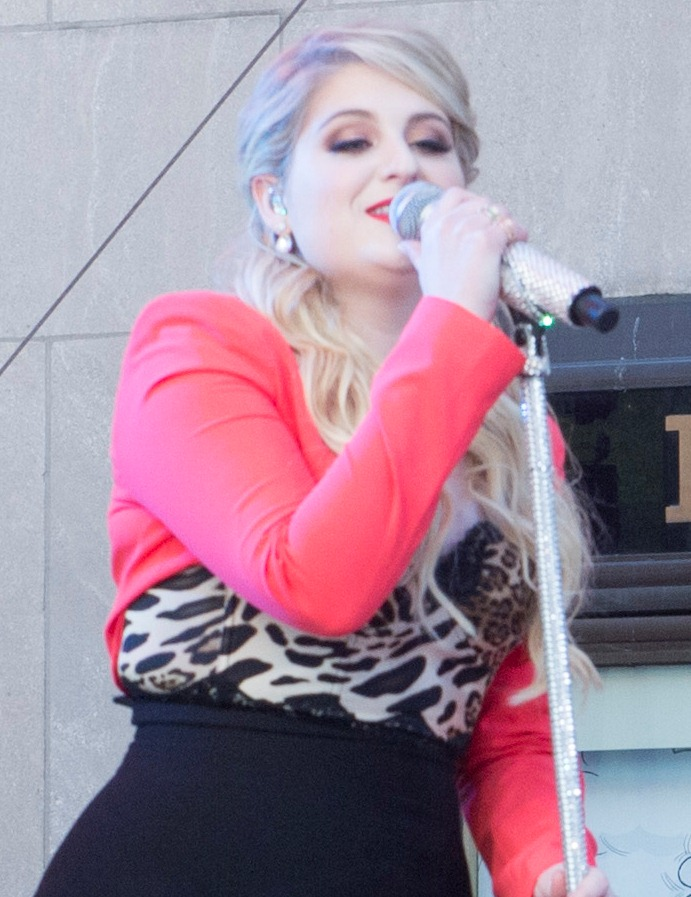
トゥディで歌うメーガン（2015年5月）

7月より2度目のツアー「MTrain Tour」を予定していたが、声帯からの出血により一部の公演を延期することを発表した。その後1度は回復しツアーに復帰したものの8月に声帯出血が再発したことで8月・9月に予定していた残りの公演は全て中止となった。後にメーガンは2度の声帯出血とそれに伴う手術を振り返り「これって現実なの？ 本当にこれって起きてるの？ この悪夢からいつ目が覚めるの？」と日記に書き綴るほど辛い日々だったと語っている。
11月、映画『I LOVE スヌーピー THE PEANUTS MOVIE』に主題歌として「Better When I'm Dancin'」を提供した。
11月23日、アリアナ・グランデとともにフィーチャリング参加した新人歌手Who Is Fancyのシングル「Boys Like You」がリリースされた。

### 2016年 - 2017年：アルバム『Thank You』とグラミー賞受賞
2016年2月15日に開催された第58回グラミー賞において「最優秀新人賞」を受賞。授賞式でメーガンは「涙でぐちゃぐちゃになっちゃいました」と号泣し、「父と母はいつも私のことを考えてくれました。私のことをアーティストにしてくれたみなさん、ありがとうございます」とスピーチした。
5月13日、セカンド・アルバム『サンキュー』をリリース、全米3位を獲得した。リードシングルの「No」は全米チャートで3位となるスマッシュヒットを記録している。
7月から10月にかけてアルバムを引っ提げた「The Untouchable Tour」をアメリカ・カナダ・スペインで開催した。
12月9日、「Billboard Women in Music Awards」においてチャートトッパー賞を受賞。喉の休養のため授賞式への出席を見送った本人に代わって以前から親交のあるフィフス・ハーモニーがメーガンのヒット曲「Like I'm Gonna Lose You」を披露し話題となった。
2016年はジェニファー・ロペスの「Ain't Your Mama」やリトル・ミックスの「You Gotta Not」(アルバム『グローリー・デイズ』収録曲)に作詞家として参加するなど本業の歌手以外にも幅広く活動した一方で声帯出血に再び悩まされ、2017年2月までの半年間で2度の声帯手術を受けるなど「人生でもっとも辛い1年だった」ことを明らかにしている。
2017年2月24日、約9か月ぶりの新曲となる「I'm a Lady」を発表。同曲は「スマーフ」シリーズの映画『SMURFS: THE LOST VILLAGE』のために書き下ろされた。メーガンは同作にスマーフ・メロディ役で声優としても出演している。

### 2018年 - 2021年：アルバム『Treat Myself』と結婚・出産
2018年3月1日、来るニューアルバムからの先行シングルとして1年ぶりの新曲「No Excuses」をリリースした。
6月19日、ニューアルバムの発売日が8月31日であることを発表し翌日から予約を開始した。
8月7日、インスタグラムでファンに向けたメッセージを投稿。「私にとって人生で最もわくわくする素晴らしい時間を過ごしています。本当にそのような素晴らしい時間を過ごすことができている中、私の中でまだまだ新しい曲が生まれてくるのです」として「頭の中に生まれてくるこの音楽を全てスタジオで出し切って形にするまで、ニュー・アルバムの発売日を延期することを決めました」と報告した。
9月7日、イギリス出身のDJ・Sigala、イギリス出身のシンガーソングライター・エラ・エア、ラッパーのフレンチ・モンタナとコラボした「Just Got Paid」がリリースされ全英11位を記録した。
10月8日、フィーチャリング参加したジェイソン・ムラーズのシングル「More than Friends」がリリースされた。
11月9日、ボーイズグループCNCOのヒット曲「Hey DJ」のリミックス・バージョンにショーン・ポールとともに参加、ミュージック・ビデオも公開された。
12月28日、自身の楽曲「Me Too」が主題歌として起用された映画『アイ・フィール・プリティ! 人生最高のハプニング』が日本で公開された。
2019年2月8日、6曲入りのEP『ザ・ラヴ・トレイン』をリリースした。「トリート・マイセルフの予告編」ともされる本作にはタイトル通り「愛」をテーマにした楽曲が収録され、実父のゲイリー・トレイナーがオルガン演奏で参加している。
6月14日、DJ・音楽プロデューサーであるカスケイドとのコラボ曲「With You」をリリース。
2020年1月31日、2018年から数度にわたって発売が延期されていたサード・アルバム『トリート・マイセルフ』をリリースした。「No Excuses」「Wave」などのシングル曲が収録されているほか、ニッキー・ミナージュや2019年に再結成したプッシーキャット・ドールズなど多数のゲストが参加している。
7月20日、『トリート・マイセルフ』に5曲を追加収録したデラックス・エディションを配信リリースした。
10月30日、自身初のクリスマス・アルバム『ア・ベリー・トレイナー・クリスマス』をリリースした。本作にはワム!の「Last Christmas」をはじめとするカバー曲に加え、アース・ウィンド・アンド・ファイアーと共演した「Holidays」などのオリジナル曲も多数収録されている。
2021年12月頃から自身の楽曲「Title」を使用したダンスチャレンジが流行し、TikTok上における楽曲人気を測るチャート「TikTok Weekly Top 20」で4週連続1位を獲得した。楽曲の再注目を受けて12月15日にアメリカ国内で長らく未公開だった同曲のミュージック・ビデオが7年越しに公開された。

### 2022年 - 現在：アルバム『Takin' It Back』
2022年6月24日、シンガーソングライター・テディ・スウィムズと共演した新曲「Bad For Me」を公開し、同曲が収録されるニュー・アルバム『テイキン・イット・バック』が10月21日に発売されることを発表した。

## 私生活

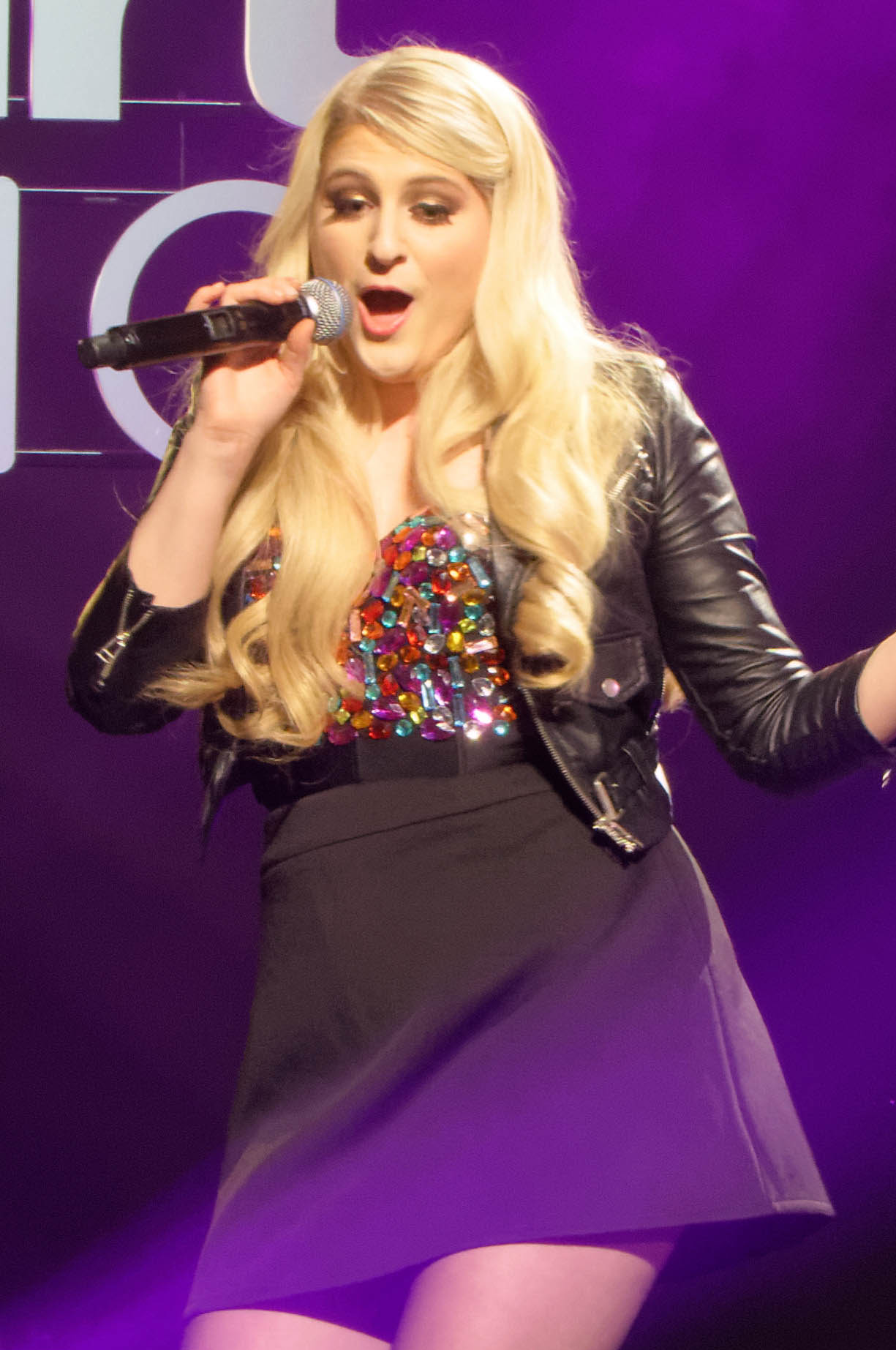
フィリー・ジングル・ボールでのメーガン（2014年）

2014年に、映画『スパイキッズ』シリーズで知られる俳優のダリル・サバラとパーティーで出会い、2016年頃から交際。2017年に婚約し、2018年12月22日、自身の誕生日に結婚した。
2021年2月8日、ダリル・サバラとの第1子となる男の子を出産したことを発表した。妊娠期間中は妊娠糖尿病と診断されたうえ、赤ちゃんが逆子だったことを明かしており、さらに出産時に赤ちゃんが泣かず「『どうして泣かないの？ 』って不安になった」とインタビューで語っている。

## ディスコグラフィー

### アルバム
| 年   | タイトル                 | アルバム詳細                                                                                           | チャート最高位 | チャート最高位 | チャート最高位 | チャート最高位 | チャート最高位 | チャート最高位 | チャート最高位 | チャート最高位 | チャート最高位 | チャート最高位 | 認定                                                                                               |
| 年   | タイトル                 | アルバム詳細                                                                                           | US             | AUS            | AUT            | CAN            | GER            | NLD            | NZ             | SWE            | SWI            | UK             | 認定                                                                                               |
| ---- | ------------------------ | --- | -------------- | -------------- | -------------- | -------------- | -------------- | -------------- | -------------- | -------------- | -------------- | -------------- | -------------------------------------------------------------------------------------------------- |
| 2015 | Title                    | - 発売日: 2015年1月9日 - レーベル: Epic - フォーマット: CD, LP, digital download - 全米売上: 106.5万枚 | 1              | 1              | 13             | 1              | 14             | 16             | 1              | 5              | 2              | 1              | - US: 3× プラチナ - AUS: 2× プラチナ - CAN: ゴールド - NZ: プラチナ - SWE: プラチナ - UK: プラチナ |
| 2016 | Thank You                | - 発売日: 2016年5月13日 - レーベル: Epic - フォーマット: CD, LP, digital download - 全米売上: 28.2万枚 | 3              | 3              | 20             | 4              | 25             | 20             | 5              | 22             | 16             | 5              | - US: ゴールド - AUS: ゴールド                                                                     |
| 2020 | Treat Myself             | - 発売日: 2020年1月31日 - レーベル: Epic - フォーマット: CD, LP, digital download                      | 25             | 13             | 67             | 25             | 99             | 87             | 40             | —              | 28             | 41             | |
| 2020 | A Very Trainor Christmas | - 発売日: 2020年10月30日 - レーベル: Epic - フォーマット: CD, LP, digital download, 8-trk, cassette    | 89             | —              | —              | 70             | —              | 42             | —              | 42             | —              | —              | |
| 2022 | Takin' It Back           | - 発売日: 2022年10月21日 - レーベル: Epic - フォーマット: CD, LP, digital download                     | 未発売         | 未発売         | 未発売         | 未発売         | 未発売         | 未発売         | 未発売         | 未発売         | 未発売         | 未発売         | |

### EP
| 年   | タイトル       | 詳細                                                                        | チャート最高位 | チャート最高位 | チャート最高位 | 収録曲                                                                                                   |
| 年   | タイトル       | 詳細                                                                        | US             | CAN            | DEN            | 収録曲                                                                                                   |
| ---- | -------------- | --------------------------------------------------------------------------- | -------------- | -------------- | -------------- | --- |
| 2014 | Title          | - 発売日: 2014年9月9日 - レーベル: Epic - フォーマット: CD,digital download | 15             | 17             | 35             | 1. All About That Bass 2. Title 3. Dear Future Husband 4. Close Your Eyes                                |
| 2019 | The Love Train | - 発売日: 2019年2月8日 - レーベル: Epic - フォーマット: digital download    | —              | —              | —              | 1. All the Ways 2. Marry Me 3. I'm Down 4. After You 5. Foolish 6. Good Mornin' (featuring Gary Trainor) |

### シングル
| 年                                        | タイトル                                                           | チャート最高位 | チャート最高位 | チャート最高位 | チャート最高位 | チャート最高位 | チャート最高位 | チャート最高位 | チャート最高位 | チャート最高位 | チャート最高位 | 認定 | 収録アルバム             |
| 年                                        | タイトル                                                           | US             | AUS            | AUT            | CAN            | GER            | NLD            | NZ             | SWE            | SWI            | UK             | 認定 | 収録アルバム             |
| ----------------------------------------- | ------------------------------------------------------------------ | -------------- | -------------- | -------------- | -------------- | -------------- | -------------- | -------------- | -------------- | -------------- | -------------- | --- | ------------------------ |
| 2014                                      | All About That Bass                                                | 1              | 1              | 1              | 1              | 1              | 3              | 1              | 3              | 1              | 1              | - US: ダイアモンドナ - AUS: 8× プラチナ - AUT: ゴールド - CAN: 6× プラチナ - GER: プラチナ - NZ: 3× プラチナ - SWE: 3× プラチナ - SWI: プラチナ - UK: 2× プラチナ | Title                    |
| 2014                                      | Lips Are Movin                                                     | 4              | 3              | 6              | 7              | 10             | 10             | 5              | 28             | 18             | 2              | - US: 4× プラチナ - AUS: 3× プラチナ - GER: ゴールド - CAN: 2× プラチナ - NZ: プラチナ - SWE: プラチナ - UK: ゴールド                                             | Title                    |
| 2015                                      | Dear Future Husband                                                | 14             | 9              | 14             | 22             | 37             | 72             | 27             | 58             | 57             | 20             | - US: 2× プラチナ - AUS: 2× プラチナ - CAN: プラチナ - NZ: ゴールド - SWE: プラチナ - UK: シルバー                                                                | Title                    |
| 2015                                      | Like I'm Gonna Lose You (featuring John Legend)                    | 8              | 1              | —              | 8              | —              | 34             | 1              | 67             | 69             | 99             | - US: 2× プラチナ - AUS: 4× プラチナ - CAN: ゴールド - NZ: 2× プラチナ - SWE: ゴールド                                                                            | Title                    |
| 2016                                      | No                                                                 | 3              | 9              | 7              | 10             | 12             | 34             | 18             | 34             | 28             | 11             | - US: 2× プラチナ - AUS: 2× プラチナ - CAN: 2× プラチナ - GER: ゴールド - NZ: ゴールド - SWE: ゴールド - UK: シルバー                                             | Thank You                |
| 2016                                      | Me Too                                                             | 13             | 4              | 60             | 9              | 62             | —              | —              | —              | —              | 84             | - US: 2× プラチナ - AUS: 3× プラチナ - CAN: 3× プラチナ | Thank You                |
| 2016                                      | Better (featuring Yo Gotti)                                        | —              | —              | —              | —              | —              | —              | —              | —              | —              | —              | | Thank You                |
| 2017                                      | I'm a Lady                                                         | —              | —              | —              | —              | —              | —              | —              | —              | —              | —              | | Smurfs: The Lost Village |
| 2018                                      | No Excuses                                                         | 46             | 60             | —              | 49             | —              | —              | —              | —              | 73             | 70             | | Treat Myself             |
| 2018                                      | Let You Be Right                                                   | —              | —              | —              | —              | —              | —              | —              | —              | —              | —              | | なし                     |
| 2018                                      | Can't Dance                                                        | —              | —              | —              | —              | —              | —              | —              | —              | —              | —              | | なし                     |
| 2018                                      | Just Got Paid (with Sigala and Ella Eyre featuring French Montana) | —              | —              | —              | —              | —              | —              | —              | —              | —              | 11             | | Brighter Days            |
| 2018                                      | Hey DJ (with CNCO and Sean Paul)                                   | —              | —              | —              | —              | —              | —              | —              | —              | 95             | —              | | なし                     |
| 2019                                      | All the Ways                                                       | —              | —              | —              | —              | —              | —              | —              | —              | —              | —              | | The Love Train           |
| 2019                                      | With You (with Kaskade)                                            | —              | —              | —              | —              | —              | —              | —              | —              | —              | —              | | なし                     |
| 2019                                      | Wave (featuring Mike Sabath)                                       | —              | —              | —              | —              | —              | —              | —              | —              | —              | —              | | Treat Myself             |
| 2020                                      | Nice to Meet Ya (featuring Nicki Minaj)                            | 89             | —              | —              | —              | —              | —              | —              | —              | —              | 88             | | Treat Myself             |
| 2020                                      | Make You Dance                                                     | —              | —              | —              | —              | —              | —              | —              | —              | —              | —              | | Treat Myself (Deluxe)    |
| 2020                                      | White Christmas (featuring Seth MacFarlane)                        | —              | —              | —              | —              | —              | —              | —              | —              | —              | —              | | A Very Trainor Christmas |
| 2021                                      | Rockin' Around the Christmas Tree                                  | —              | —              | —              | —              | —              | —              | —              | —              | —              | —              | | A Very Trainor Christmas |
| 2022                                      | Bad for Me (featuring Teddy Swims)                                 | —              | —              | —              | —              | —              | —              | —              | —              | —              | —              | | Takin' It Back           |
| "—"は未発売またはチャート圏外を意味する。 |                                                                    |                |                |                |                |                |                |                |                |                |                | |                          |

## 来日公演
- Meghan Trainor THAT BASS TOUR　
  - 2015年4月18日、ラフォーレミュージアム原宿